# Costa del Llarg
La Costa del Llarg és una costa de muntanya del terme municipal d'Isona i Conca Dellà, al Pallars Jussà, en el territori de l'antic terme d'Orcau.
Està situada al nord del poble de Basturs, a la dreta del riu d'Abella. És, juntament amb la Costa dels Corrals (llevant) i la Costa de les Solanes (al sud-est), un dels contraforts meridionals de la muntanya de Sant Corneli, paral·lels a ella. S'estén al sud-oest del barranc de la Costa Gran.